# 무릎보호대

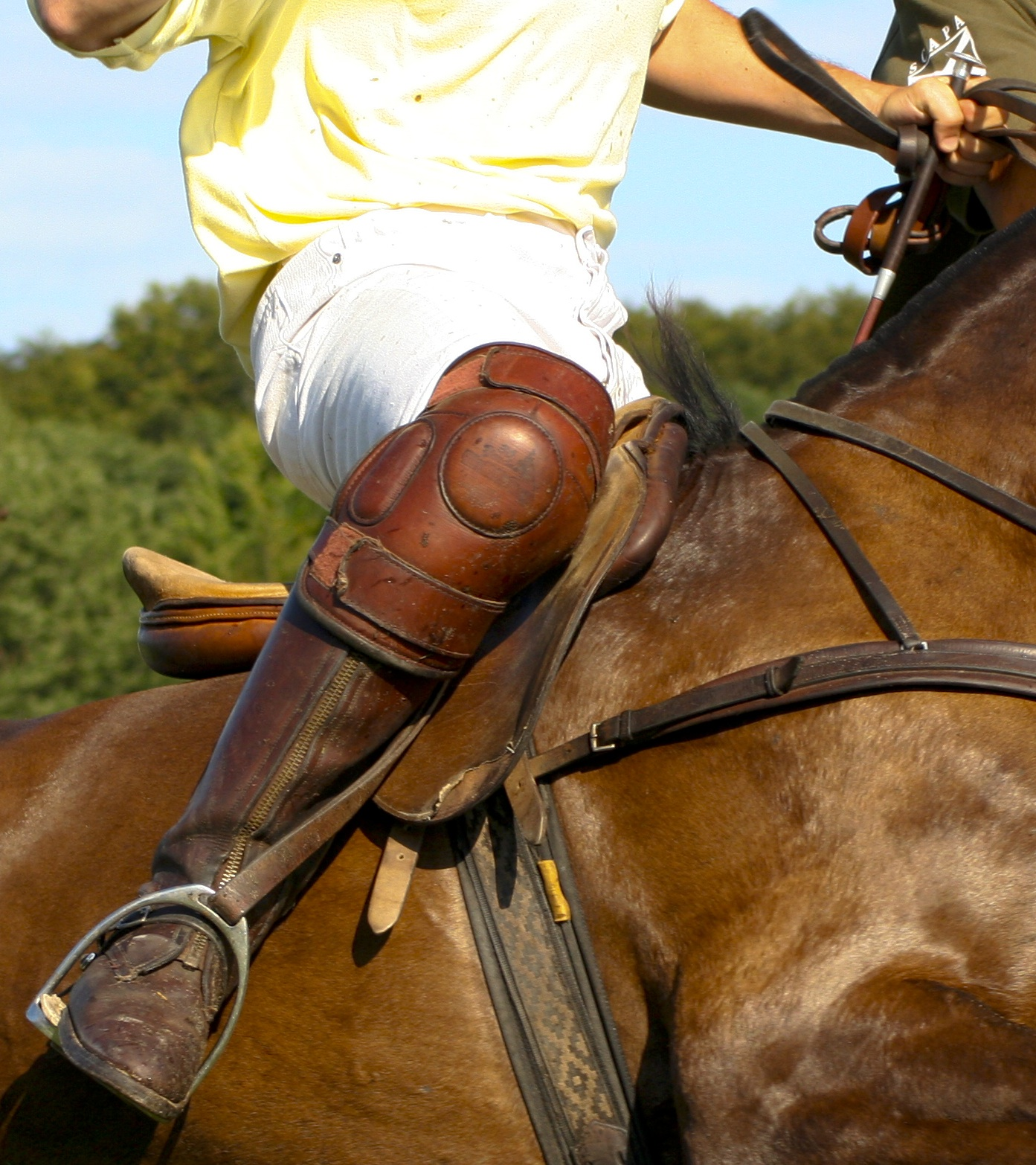
무릎보호대

무릎보호대(-保護臺)는 무릎을 보호하기 위한 장비이다. 땅에 떨어지거나 장애물에 부딪히는 충격 부상으로부터 무릎을 보호하거나 장시간 무릎을 꿇을 때 패딩을 제공하기 위해 무릎에 착용하는 보호 장비이다.

## 같이 보기
- 각반